# Tancuilín
Tancuilín är en ort i Mexiko.   Den ligger i kommunen Matlapa och delstaten San Luis Potosí, i den sydöstra delen av landet, 210 km norr om huvudstaden Mexico City. Tancuilín ligger 133 meter över havet och antalet invånare är 118.
Terrängen runt Tancuilín är lite bergig. Runt Tancuilín är det tätbefolkat, med 476 invånare per kvadratkilometer. Närmaste större samhälle är Tamazunchale, 12,1 km sydost om Tancuilín. I omgivningarna runt Tancuilín växer i huvudsak städsegrön lövskog.